# Volkswagen
Volkswagen (fil) (tyska: [ˈfɔlksˌvaːɡn̩]: folkvagn), ofta förkortat VW (tyska: [ˈfaʊ̯ˈveː]), är en tysk fordonstillverkare som ingår i Volkswagenkoncernen.

Volkswagens logotyper genom åren

Volkswagen ingår i koncernen Volkswagen AG som är en av världens största biltillverkare. I Volkswagengruppen finns det över 336 000 anställda som producerar 21 500 fordon om dagen (2003). Företaget Volkswagen AG har sitt huvudkontor vid Mittellandkanal i Wolfsburg i Tyskland där också den allra första Volkswagenfabriken finns.

## Bilen och företaget

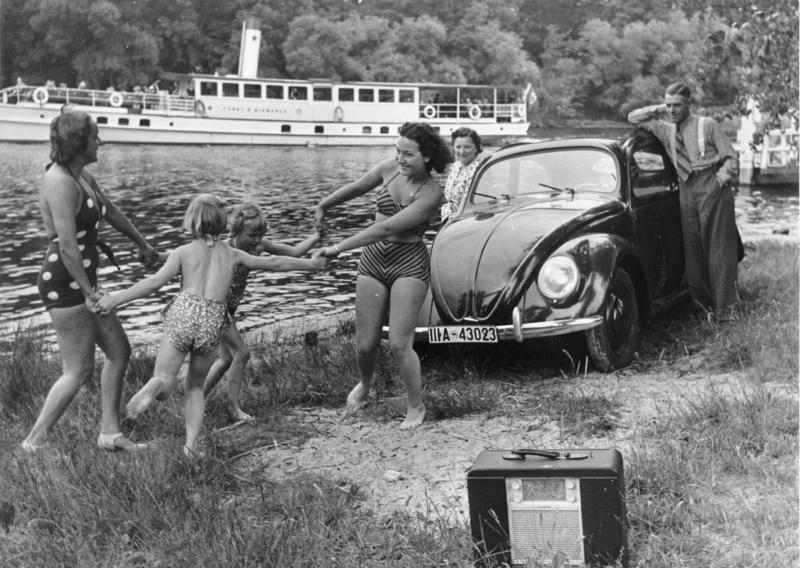
Folkbilen

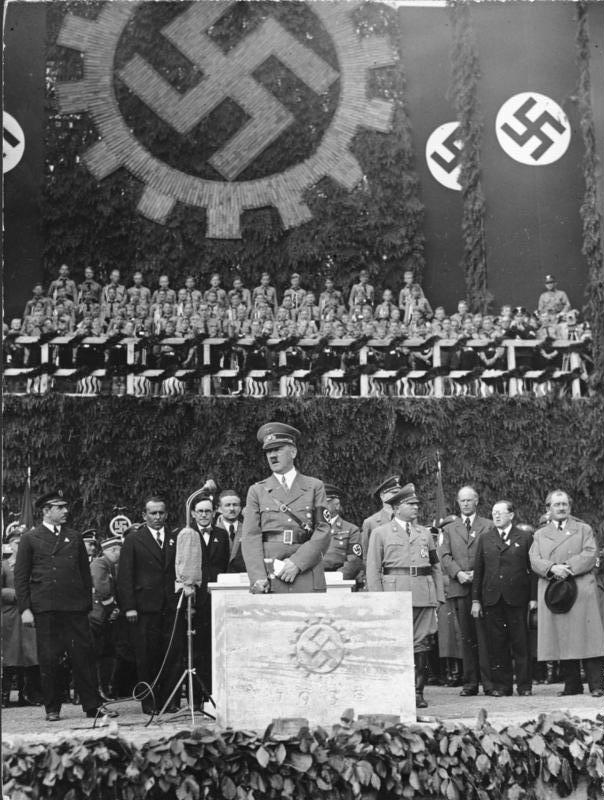
Adolf Hitler lägger grundstenen till KdF-fabriken. Längst till höger syns Ferdinand Porsche.

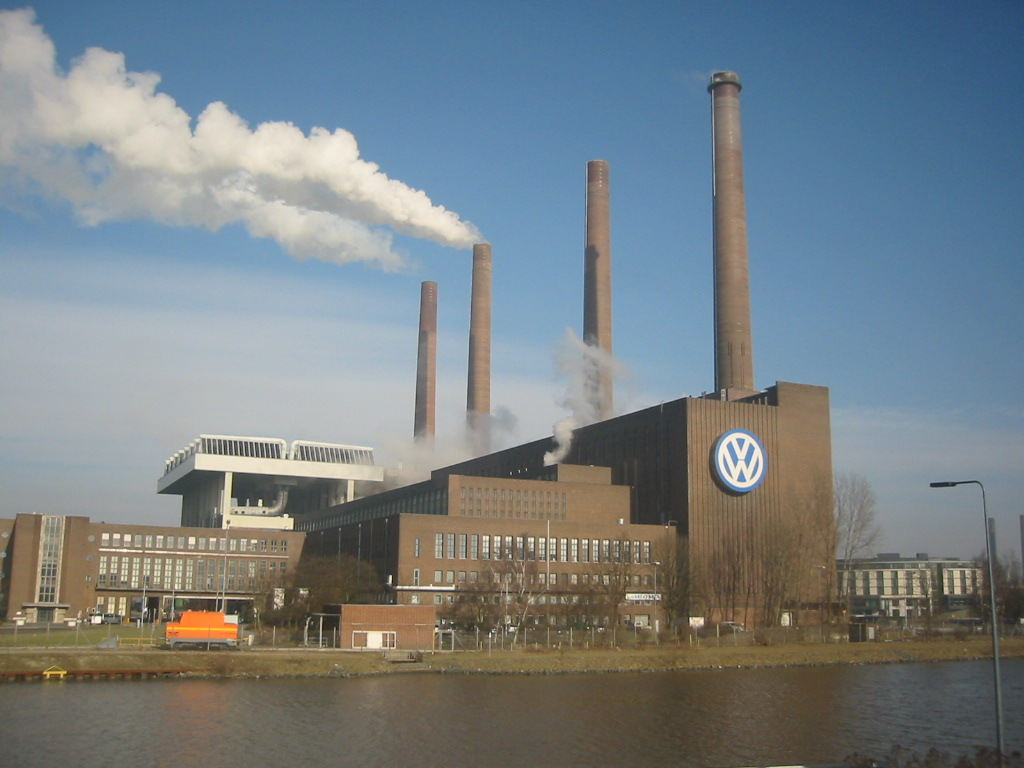
Kraftverket till Volkswagenwerk i Wolfsburg.

År 1932 byggde Ferdinand Porsche den första prototypen för firman Zündapp, en bil med luftkyld 5-cylindrig stjärnmotor monterad bak. Den 17 januari 1934 överlämnade Porsche ett förslag om en folkbil - Volkswagen - till den tyska riksregeringen. I början av 1934 visade Porsche sin idé med en luftkyld bakmonterad motor för firman NSU. Visionen var att folkbilen skulle rymma fyra personer, ha en toppfart på cirka 100 km/h, klara stigningar på 30 procent, ha bästa tänkbara fjädring och vägegenskaper samt dessutom vara billig i inköp och underhåll. Den 24 februari 1936 var de första prototyperna klara, ritade och byggda i Ferdinand Porsches privata garage. "De har sådana egenskaper att en vidareutveckling tycks kunna rekommenderas" hette det i en testrapport. I början av 1938 fick bilen sin slutgiltiga form i den förserie - VW 38 - som då visade för allmänheten. Den 26 maj 1938 lades grundstenen till Volkswagenwerk, åtta mil öster om Hannover. Porsche lät sig inspireras av Hans Ledwinkas Tatra-bilar och Volkswagen blev senare stämda av Tatra.
I Fallersleben i Nordtyskland lät rikskansler Adolf Hitler bygga upp världens modernaste bilfabrik. Fasaden på Volkswagenwerk är över 1,3 km lång. Huset är byggt av rött tegel, och är klassat som byggnadsminnesmärke. Tyska handelsspioner hade tidigare arbetat hos Ford och General Motors och lärt sig modern serieproduktion. Tyskland hade strategin att slå USA som bilnation med en vagn, som skulle kosta 920 riksmark. Den tyska staten skulle bygga en bättre, modernare och lättare bil än alla tidigare. Till Berlinutställningen 1938 kom en sensation, "Volks-Wagen" eller "KdF-Wagen", ritad av professor Ferdinand Porsche med strömlinjekarosseri, separatfjädring runt om genom torsionsstavar, motorn var luftkyld och placerad baktill. Vagnen var tänkt att säljas genom förskottsavbetalning. Parollen löd Varje hygglig tysk skall få en egen bil. 
Den första färdiga bilen av den nya typen V 1 visades 12 oktober 1936 och den kallades för "Volksauto", vilket senare blev Volkswagen typ 1.
I fabriken jobbar idag cirka 50 000 personer, därav cirka 20 000 i produktionen. På fabriksområdet finns det 75 km vägar/gator och 70 km med järnvägsspår. Dagligen kommer det 550 lastbilar med gods, och 480 järnvägsvagnar lämnar fabriken var dag med färdiga bilar. Vid full produktion tillverkas 4 000 bilar om dygnet.
Den tidigare använda förkortningen VAG är en förkortning av Volkswagen- und Audi-Gemeinschaft.

## Volkswagens historia
Volkswagens historia är sammankopplad med tillblivelsen av Volkswagen typ 1, i Sverige kallad "Folka", "Folkis", "Bagge" eller "Bubbla". Även smeknamnet "Hitlerkälke" förekommer[källa behövs]. I Tyskland kallas modellen "Käfer" (skalbagge), i engelsktalande länder är namnet "Beetle" (på svenska "skalbagge").
Huvudartiklar:
Volkswagens historia

1930-talet | 1940-talet | 1950-talet | 1960-talet | 1970-talet | 1980-talet | 1990-talet | 2000-talet | 2010-talet

## Modeller tillverkade av Volkswagen
| - Volkswagen Amarok (2010-) - Volkswagen Apollo - Volkswagen Arteon - Volkswagen New Beetle (1998-) - Volkswagen Bora (1999-2006) - Volkswagen Brasilia - Volkswagen Caddy (1982-) - Volkswagen Caravelle - Volkswagen Citi Golf - Volkswagen Corrado (1988-1995) - Volkswagen Corsar - Volkswagen Crafter (2006-) - Volkswagen Country Buggy - Volkswagen Derby (1975-1990) - Volkswagen Eos - Volkswagen Fox - Volkswagen Fridolin - Volkswagen Gol - Volkswagen Golf - Volkswagen Golf Plus (2005-) - Volkswagen Hormiga - Volkswagen Igala - Volkswagen Iltis - Volkswagen Jetta - Volkswagen Karmann Ghia - Volkswagen K 70 - Volkswagen Kübelwagen - Volkswagen Lupo - Volkswagen L80 - Volkswagen Marrakech - Volkswagen Multivan - Volkswagen Passat - Volkswagen Phaeton | - Volkswagen Pickup - Volkswagen Pointer - Volkswagen Polo - Volkswagen Porsche 914 - Volkswagen Rabbit - Volkswagen Santana - Volkswagen Saviero - Volkswagen Schwimmwagen - Volkswagen Scirocco - Volkswagen Sharan - Volkswagen SP-1 & SP-2 - Volkswagen Taro - Volkswagen Tiguan - Volkswagen Touareg - Volkswagen Touran - Volkswagen Typ 1 (Bubbla) - Volkswagen Typ 181 - Volkswagen Typ 2 (Volkswagenbuss Volkswagen Transporter) - Volkswagen Typ 3 VW 1500-1600 - Volkswagen Typ 4 VW 411-412 - Volkswagen Voyage - Volkswagen Vento - Volkswagen LT |

## Konceptbilar, experimentbilar och specialmodeller

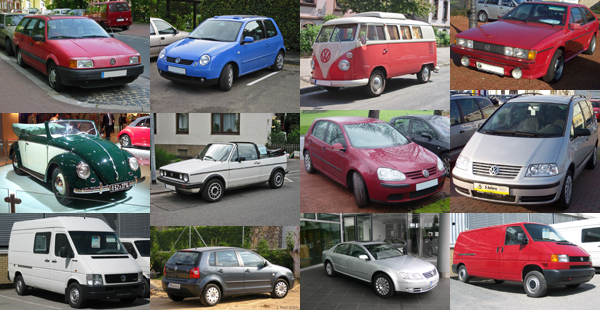
Olika Volkswagen-modeller genom tiderna.

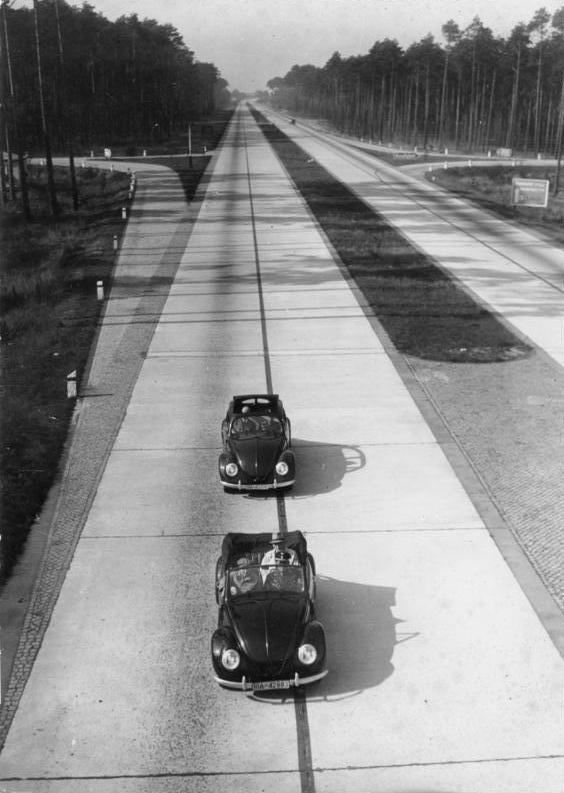
Två stycken Volkswagen typ 1 på en tysk motorväg 1943.

- Volkswagen 1-Liter-Auto
- Volkswagen Bähnle
- Volkswagen Chico
- Volkswagen CityVan
- Volkswagen Concept C
- Volkswagen Concept D
- Volkswagen Concept R
- Volkswagen Concept T
- Volkswagen Futura
- Volkswagen Magellan
- Volkswagen Microbus/Microvan
- Volkswagen New Beetle Ragster
- Volkswagen Pickup AAC
- Volkswagen Project Pick-up
- Volkswagen Student
- Volkswagen Tarek
- Volkswagen Typ 18 A
- Volkswagen up!
- Volkswagen W 12 Roadster
- Volkswagen IROC

## Industrimotorer
Volkswagen har tillverkat industrimotorer sedan 1940-talet. Dessa motorer har använts till ett stort antal bruksområden. 
Det har funnits ett otal olika varianter, luftkylda av flera typer, med typnummer 122 , 122/, 122/, 126, och 126 A. dieselmotorer 4 eller 5 cylindrar och med ett antal olika hästkrafter.
Bensinmotorer från 1,0 liter till 3,2 liter.

## Specialmodeller tillverkade utanför Volkswagenwerk
- Volkswagen Messina-Käfer

## Fabriker
Volkswagengruppen opererar med 45 tillverkningsfabriker, i 11 länder i Europa och ytterligare 7 länder i Nordamerika, Sydamerika, Sydafrika och Asien.

### Fabriker i Tyskland
Fabriker och verkstäder i Tyskland (Data per januari 2007, plus några uppdateringar).
- Volkswagen AG. Cirka 95 200 anställda. På världsbasis har koncernen cirka 500 000 anställda som år 2008 producerade 6 300 000 bilar (cirka 20 000 per dag). Uppdaterat augusti 2010, tal från den norska importören.

Fabriker: Produktion:
- - Wolfsburg, (från 1938) Huvudkontor för Volkswagen-koncernen. 50 000 anställda. Här produceras VW Golf, VW Golf Plus och VW  VW Touran och VW Tiguan samt vissa komponenter för hela koncernen.
  - Kassel, (från 1958) Centrallager för hela organisationen. Golvyta på 225 000 m². Cirka 14 000 anställda. Produktion av karosseridelar och plattformar samt produktion av reservdelar, växellådor och katalysatorer. Gjuteri. Huvudlager, lagerför cirka 300 000 olika reservdelar. Renovering av utbytesdelar/utbytesaggregat.
  - Hannover, Volkswagen Nyttofordon (från 1956) cirka 13 000 anställda. Produktion av VW Transporter, VW Caravelle, VW Crafter produceras av Mercedes-Benz i Düsseldorf. Montering av specialfordon, VW California. Lättmetallgjuteri för delar till motorer.  Och andra tryckgjutna delar. Där skall bl a produceras hjälpramar i aluminium till nya Passat, man har projekterat med ett antal av 500 000 st per år.
  - Emden, (från 1964) Produktion av VW Passat Limousine, VW Passat Variant. och VW Passat CC. (CC=Comfort Coupé). Cirka 8 100 anställda, produktion av reservdelar, pressverk.
  - Salzgitter, (från 1970) Motorproduktion, 3 till 16 cylindrar, 7 000 per dag. Cirka 6 000 anställda.
  - Braunschweig, (från 1938) Ursprungligen lärlingsskola. Produktion av bakaxlar, styrväxlar. reservdelsproduktion, verktyg och tillverkning av maskiner. Cirka 5 500 anställda. Extern länk:  http://www.vw-braunschweig.de
- Sitech Sitztechnik GmbH Werk Wolfsburg, helägt av Volkswagen AG (från 2003)  Produktion av bilsäten. Cirka 2 100 anställda.
- VW Sachsen GmbH, helägt av Volkswagen AG (från 1990). Fabriker: Produktion: 
  - Zwickau/Mosel, Produktion av VW Golf och VW Passat. Cirka 7 750 anställda.
  - Chemnitz, Motorproduktion och tillverkning av reservdelar. Cirka 1100 anställda.
- Auto 5000 GmbH, helägt av Volkswagen AG (från 2003). Fabrik:  
  - Wolfsburg, Produktion av Volkswagen Touran och Tiguan. Cirka 3 200 anställda. (HALL 3a-4-8-9-10). Extern länk: https://web.archive.org/web/20040603031412/http://www.auto5000.de/index.php

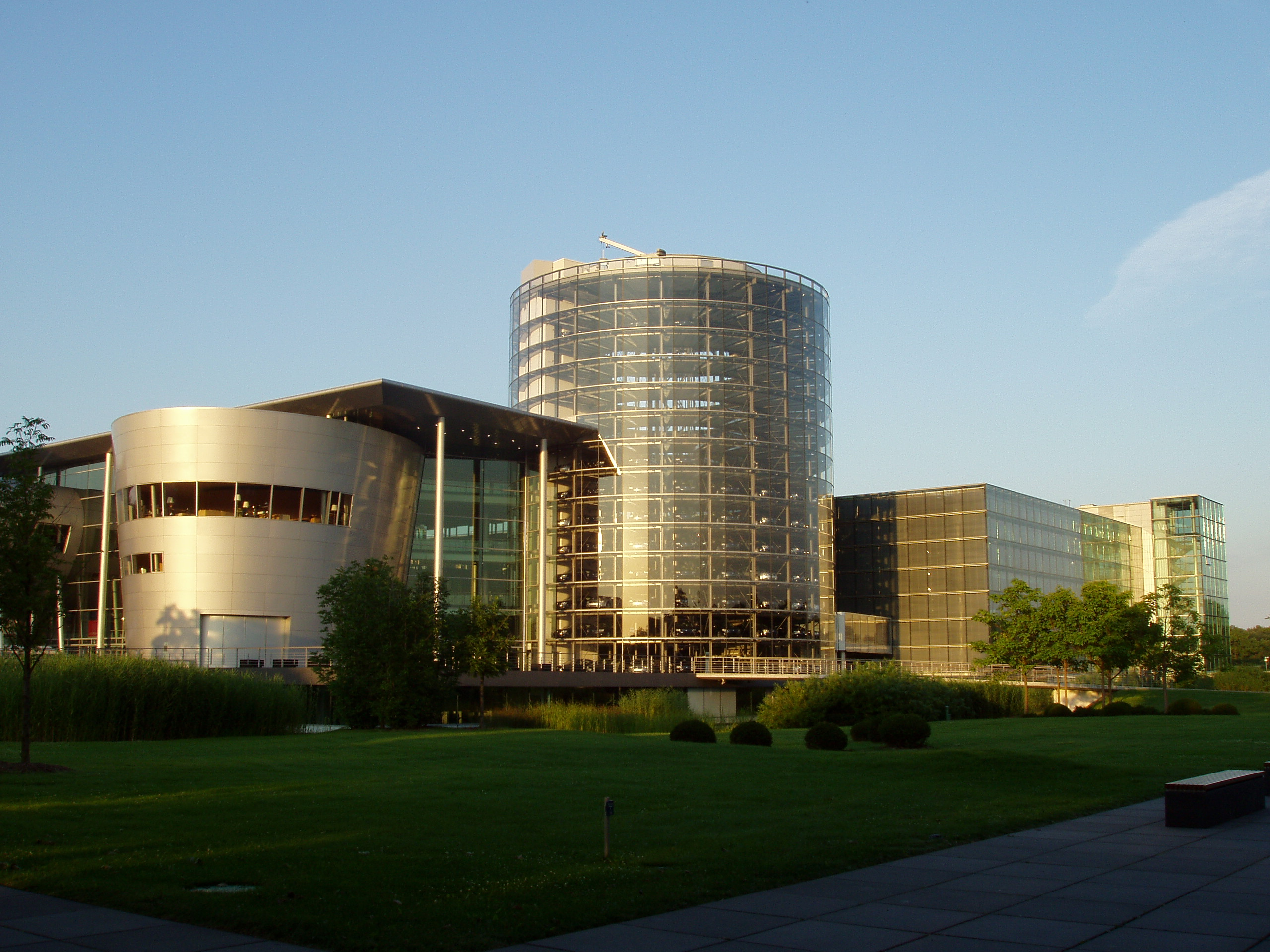
Volkswagenwerk i Dresden

- Automobilmanufaktur Dresden GmbH helägt av Volkswagen AG (från 2002). Fabrik:
  - Dresden, Gläserne Manufaktur Produktion av Volkswagen Phaeton och Bentley Flying Spur. 800 anställda.
- Audi AG, (från 1964) Tidigare Auto-Union GmbH. Köpt 1964 av Volkswagen AG. Volkswagen AG äger 98,99 procent. Cirka 44 700 anställda. Fabriker: Produktion: 
  - Ingolstadt, Huvudkontor för Audi. Cirka 31 160 anställda. Produktion av Audi A3/S3, Audi A4/S4, Audi A4/S4 Avant, karosser till Audi TT Coupe/Roadster och vattenkylda motorer huvudsakligen för Audi.
  - Neckarsulm, cirka 13 700 anställda. Produktion av Audi A2, Audi A6/S6, Audi A6/S6 Avant, Audi RS6, Audi Allroad quattro, Audi A8/S8.

### Fabriker i Europa utanför Tyskland
- Belgien (Bryssel från 1970)
  - Volkswagen Bruxelles SA: helägt av Volkswagen AG. cirka 5 800 anställda. 
    - Werk Brüssel, : Produktion av Volkswagen Lupo och VW Golf och Audi A3.

- Bosnien-Herzegovina
  - Volkswagen-Sarajevo d.o.o. Cirka 120 anställda  (? Ang. antal anställda.)
    - Werk Sarajevo: Produktion av Škoda Fabia, Octavia och Volkswagen Golf, Passat Audi A4 och Audi A6.

- Storbritannien
  - Bentley Motor Ltd: 2 500 anställda. Extern länk:https://web.archive.org/web/20040824030046/http://www.bentleymotors.com/bentleymotors/selectlanguage.jsp
    - Werk Crewe: Produktion av Bentley.

  - Cosworth Technology Ltd: 800 anställda. Extern länk: https://web.archive.org/web/20040805052624/http://www.cosworth-technology.co.uk/index.htm
    - Werk Northampton : Utvecklingsavdelning för motorer och framdrivnings-system.
    - Werk Wellingborouqh : Montering av topplock och motorblock.
    - Werk Worcester : Produktion av aluminium-topplock och motorblock.

- Italien
  - Automobili Lamborghini Holding S.p.A.: 50 anställda.
  - Automobili Lamborghini s.Q.A.: 540 anställda.
    - Werk Sant' Agata Bolognese:Produktion av Lamborghini sportbilar och Lamborghini båtmotorer.

  - Lamborghini Motori Marini s.Q.A.: 10 anställda.

- Polen (från 1993)
  - Volkswagen-Poznan sP.: helägt av Volkswagen AG. 5 000 anställda 
    - Werk Poznan: Produktion av Volkswagen Transporter/Caravelle/Multivan och nya Caddy

  - Volkswagen Motor Polska SD.: 960 anställda 
    - Werk Polkowice: Produktion av dieselmotorer.

- Portugal (från 1995)
  - Volkswagen AutoEuropa-Automoveis Ltda.: 3 300 anställda 
    - Werk Setubal: Produktion av Volkswagen Sharan, Seat Alhambra och Ford Galaxy

- Slovakien (från 1991 )
  - Volkswagen Slovakien AS: helägt av Volkswagen AG. 9 100 anställda 
    - Werk Bratislava: Produktion av Volkswagen Golf/Golf 4MOTION, VW Golf R32, VW Touareg, SEAT Ibiza och växellådor.
    - Werk Martin: Produktion av reservdelar.

- Spanien (från 1986)
  - VW-Navarra s.A.: helägt av Volkswagen. 4 800 anställda. 
    - Werk Pamplona: Produktion av Volkswagen Polo och motorer.

  - Seat SA  (från1986) cirka 13 200 anställda helägt av Volkswagen AG.
    - Werk Barcelona: Huvudkontor för Seat. 4 400 anställda. Pressverk (karossdelar).
    - Werk Martorell: Huvudlager för reservdelar samt teknisk utveckling. 8 800 anställda. Produktion av Seat Arosa, Ibiza, Cordoba, Leon, Toledo, Inca och Volkswagen Caddy samt Audi Q3.

  - Gearbox del Prat S.A., helägt av Seat 1 500 anställda 
    - Werk Prat: Produktion av karosseridelar och växellådor

- Tjeckien (från 1991)
  - Škoda Auto a.s.: till 70 procent ägt av Volkswagen AG. ~21 700 anställda
    - Werk Mlada Boleslav: 18 800 anställda,  Produktion av Škoda Fabia och Octavia. Produktion av motorer, växellådor och reservdelar.
    - Werk Vrchlabi: Produktion av Kodiaq, Škoda Octavia/Octavia RS/Octavia 4X4 och Oktavia L&K. 1 850 anställda.
    - Werk Kvasiny: Produktion av Škoda Superb, Fabia och karosserier. 2 050 anställda.

- Ungern (från 1993)
  - Audi Hungaria Motor Kft. helägt av Volkswagen 4 800 anställda. 
    - Werk Györ: Produktion av Audi TT Coupe/Roadster och motorer till Audi.

Extern länk: https://web.archive.org/web/20040817070129/http://www.vw-personal.de/content/www/de/arbeiten/standorte/standorte_im_konzern/europa.html

### Fabriker i Sydamerika
- Argentina (Buenos Aires från 1980)
  - Volkswagen Argentina S.A.: helägt av Volkswagen. Cirka 2 600 anställda. 
    - Werk Cordoba: Produktion av växellådor och växellådsdelar.
    - Werk Pacheco: Produktion av Volkswagen Polo Classic, Volkswagen Caddy och Volkswagen Amarok.

- Brasilien (Sao Paulo från 1953)
  - Volkswagen do Brasil Ltda.: helägt av Volkswagen. 20 500 anställda. 
    - Werk Anchieta:  Produktion av Volkswagen Saveiro, Volkswagen Gol, Volkswagen Polo, Volkswagen Polo Sedan, Volkswagen Combi, Volkswagen Santana och motorer.
    - Werk Curitiba:  Produktion av Volkswagen Golf A4, Volkswagen Fox, Volkswagen Saviero och Audi A3.
    - Werk Resende: Produktion av Volkswagen busschassier och Volkswagen lastbilar. Volkswagen L 80, lastkapacitet 7-42 ton.
    - Werk São Carlos: Produktion av motorer.
    - Werk Taubaté: Produktion av Volkswagen Gol och Volkswagen Parati.

### Fabriker i Nordamerika
- USA
  - Cosworth Technology Inc.: 235 anställda 
    - Werk Novi. Michigan : Utveckling av framdrivningssystem och motordiagnosutrustning.

- Kanada
  - Windsor, Ontario: Produktion av Routan tillsammans med Chrysler Grand Voyager och Dodge Grand Caravan.

- Mexiko (från 1964)
  - Volkswagen de Mexico S.A. helägt av Volkswagen. 14 000 anställda. 
    - Werk Puebla: Produktion av Volkswagen Bubbla till och med juli 2003. New Beetle och New Beetle Cabriolet. Volkswagen Jetta A4, Golf Variant och motorer och axlar.

### Fabriker i Afrika
- Sydafrika.
  - Volkswagen of South Africa Ltd. (från 1956) helägt av Volkswagen. cirka 5 500 anställda. Extern länk: http://www.vw.co.za
    - Werk Uitenhage:. Produktion av Volkswagen Polo, Volkswagen Polo Classic, Volkswagen Golf Typ 4, Volkswagen Citi Golf och Volkswagen Jetta A4. Motorer, reservdelar och motormonteringar.

I mars 2004 öppnade Volkswagen Sydafrika en utställningshall, med bland annat den allra första och den sista Bubblan som tillverkats i fabriken Uitenhage. Där visas också andra saker ur företagets historia.

### Fabriker i Asien
- Indien.
  - Škoda Auto India Private Ltd, cirka 150 anställda. 
    - Werk Aurangabad: Produktion av Škoda Octavia.

- Kina (från 1985) 
  - Shanghai-Volkswagen Automotive Comoanv Ltd. Cirka 13 400 anställda. Volkswagen äger 50 procent.
    - Werk Shanghai: Produktion av Volkswagen Polo, Gol, Passat, Santana, Touran och div. motorkomponenter.

https://web.archive.org/web/20040803045948/http://www.saicgroup.com/saic01/fore/english/index.htm
- - FAW-Volkswagen Automotive Company Ltd: Cirka 6 800 anställda. Volkswagen äger 30 procent och Audi 10 procent. Extern länk:

https://web.archive.org/web/20080530184806/http://www.faw.com/webcontent/index.htm
- -     - Werk Changchun: Produktion av Volkswagen Jetta, Bora, Audi A4, Audi A6 och div. motorkomponenter.

- Israel
  - Dead Sea Magnesium Ltd. Cirka 350 anställda. Extern länk: https://web.archive.org/web/20040828170807/http://www.dsmag.co.il/main.asp?id=3
    - Werk S'dom: Produktion och försäljning av magnesium

### Oberoende monteringsfabriker
Fabriker: Produktion:
- Tyskland.  
  - Karmann GmbH. : Montering/produktion av Golf Cabriolet och Audi Cabriolet. Extern länk: http://www.karmann.de/
  - Westfalia Werke. : Montering/produktion av VW-California, Multivan och Camper. Extern länk: http://www.westfalia-van.de/

- Malaysia. 
  - Auto Dunia Snd. Bhd.: Montering av Audi A4 och A6. Extern länk: https://web.archive.org/web/20040811134835/http://www.autodunia.com.my/index.php

- Indonesien. 
  - PT Guardia Matram Motor Co. : Montering av VW-Caravelle och Audi A4.

- Filippinerna. 
  - Proton Philipins Corporation.: Montering av Volkswagen Polo och Audi A4.

### Fabriker där Typ 1 tillverkades
Se artikel Volkswagen Typ 1.

## Volkswagens modellår
Före 1965 var chassinumret löpande från produktionsstart. Från och med 1965 anges modellår i 10:e positionen i chassinumret enligt följande:
| - 1965= 5 - 1966= 6 - 1967= 7 - O.s.v. till och med 1979 - 1980= A - 1981= B - 1982= C - 1983= D - 1984= E - 1985= F | - 1986= G - 1987= H - 1988= J - 1989= K - 1990= L - 1991= M - 1992= N - 1993= P - 1994= R - 1995= S | - 1996= T - 1997= V - 1998= W - 1999= X - 2000= Y - 2001= 1 - 2002= 2 - 2003= 3 - 2004= 4 - 2005= 5 | - 2006= 6 - 2007= 7 - 2008= 8 - 2009= 9 - 2010= A - 2011= B - 2012= C - och så vidare |

Bokstäverna I, O, U och Q användes inte.

## Volkswagens indelning av fordon i olika segment
| Segment A00   | Minibilar (Lupo)                                      |
| Segment A0    | Små bilar (Polo)                                      |
| Segment A     | Kompakt-bilar (Golfklassen)                           |
| Segment B     | Mellanklass (Passat)                                  |
| Segment D     | Lyxbilar (Phaeton)                                    |
| Segment MPV   | Flerbruksbilar (Sharan, Touran)                       |
| Segment SUV   | Terrängbilar (Tiguan, Touareg)                        |
| Segment Nytto | Transporter (Transporter, LT, Caddy, Crafter, Amarok) |

## Tekniska innovationer

### Haldex-koppling
Volkswagen 4MOTION är Volkswagens namn på 4-hjulsdrift. Ett system är Haldexsystemet. Haldexkopplingen är en svensk uppfinning och sitter i Volkswagenbilar med tvärställd motor.
Haldex-kopplingens fördelar: 
- Permanent 4-hjulsdrift med elektroniskt reglerad lamellkoppling. Det är alltid minst 10 procent inkopplat på bakhjulen, från och med oktober 2004. Tidigare 100-0.
- Den axel där hjulen roterar fortast blir tillförd mindre kraft.
- Bilens köregenskaper är som på en framhjulsdriven bil.
- Snabb systemreaktion. Endast ett ¼ hjulvarv slirning på hjulen kräves, innan bakhjulen/framhjulen har fått maximalt drivmoment.
- Inga "spänningar" i systemet vid parkering och rangering.
- Okänsligt för olika däckdimensioner, till exempel nödhjul.
- Bilen går att bogsera med upplyft axel.
- Systemet kan kombineras med olika typer av hjulspinnreglering, ABS, EDS, ASR, EBV och ESP.

Extern länk: https://web.archive.org/web/20041014223450/http://www.haldex-traction.com/default.htm

### DSG-växellåda
DSG = Direktschaltgetriebe på tyska 
DSG = Direct Shift Gear på engelska
Fördelar med manuell växellåda: Hög verkningsgrad, robust och utpräglat sportig.
Fördelar med automatisk växellåda: Hög komfort.
Med detta som bakgrund hade Volkswagen som mål att förena dess egenskaper och resultatet blev DSG-växellådan som har samma funktion som en automatisk växellåda, men konstruktionen är lik en vanlig manuell låda. Skillnaden är att DSG har två kopplingar, vilket innebär att det inte blir något avbrott i kraftflödet. Den har heller ingen momentomvandlare, som inverkar på bränsleförbrukningen, då inget slirande moment uppstår. Antingen sker växlingen via växelpaddlar på ratten eller med en växelspak. Växlingen sker sekventiellt, som på en racerbil eller motorcykel.
Karaktäristiskt för DSG-växellådor: 6 eller 7 (beroende på motorns vridmoment) växlar framåt. Normalt körprogram "D", drive och "S" sportprogram. Hillholder-funktion, vilket betyder att om bilen rullar vid lätt bromsning, så ökar kopplingstrycket och bilen står stilla. 
Creep-reglering, vilket ger bilen möjlighet att krypköra till exempel vid parkering utan att gaspedalen påverkas.

### Pumpinjektor
Volkswagens pumpinjektor-motorer (ty. Pumpedüse) är en vidareutveckling av dieselmotorer med direktinsprutning. Pumpinjektor är ett helt nytt insprutningssystem för dieselmotorer.
Varje cylinder har ett insprutningselement, "pumpinjektor", som påverkas av kamaxeln. Det bildas ett högt tryck, över 2050 bar. Detta höga tryck är nödvändigt, för det leder till att bränslet kan pressas igenom de mikroskopiska små hålen i munstyckena för att bli mer finfördelat och kan sprutas in i motorn på kortare tid. I och med att bränslet i högre grad kan finfördelas kommer den totala mängden bränsle att reduceras även om effekten ökar. Anledning till detta är att energin i bränslet utnyttjas bättre. Allt detta sker på några tusendels sekunder. På grund av den korta tid, som står till buds är styrningen av insprutningen mycket viktig för att uppnå en effektiv och ren förbränning, högre effekt och renare avgaser. En liten nackdel med systemet är att ljudnivån upplevs som hög.
En annan variant av insprutningssystem är Common-Rail, där bränslet under högt tryck förs till varje munstycke genom en gemensam ledning. Fördelar med det systemet är att bränslet är "packat och klart" när ventilen öppnar, och att det är inte har störande ljudnivåer. Men ännu så länge (2005) anser VW:s konstruktörer, att fördelarna med PD-systemet är övervägande. Common-Rail-tekniken har nu (2005) ett tryck på 1350 bar, vilket är 700 bar mindre än Pumpe-Düse tekniken.